# Ahmed El-Shenawy
Ahmed El-Shenawy (Port Said, 14 de maio de 1991) é um futebolista profissional egípcio que atua como goleiro.

## Carreira
Ahmed El-Shenawy integrou do elenco da Seleção Egípcia de Futebol da Olimpíadas de 2012.

## Títulos
Zamalek
- Campeonato Egípcio: 2014–15
- Copa do Egito: 2014–15, 2015–16, 2017–18
- Supercopa do Egito: 2017

Pyramids
- Campeonato Egípcio: 2023–24
- Liga dos Campeões da CAF: 2024–25[2]

Seleção Egípcia
- Campeonato Africano das Nações: Vice - 2017